# Seduzione mortale (film 1953)
Seduzione mortale (Angel Face) è un film del 1953 diretto da Otto Preminger, con protagonisti Robert Mitchum e Jean Simmons.

## Trama
A Beverly Hills l'ambulanza guidata da Frank Jessup accorre nella villa dei Tremayne: Catherine, la ricca padrona di casa, è rimasta intossicata da una fuga di gas. Soccorsa in tempo, la donna è ormai fuori pericolo e la polizia pensa che si tratti solo di un incidente. Al momento di uscire dalla casa, Frank è colpito dal vedere Diane, la figlia di Charles Tremayne, che suona il piano con aria malinconica. L'autista dell'ambulanza si ferma a consolarla, rassicurandola sulle condizioni della matrigna. Ma Diane reagisce con un attacco isterico e Frank, per calmarla, la schiaffeggia. Colpita al volto, Diane colpisce a sua volta l'uomo. Poi si calma e chiede scusa per il suo comportamento.

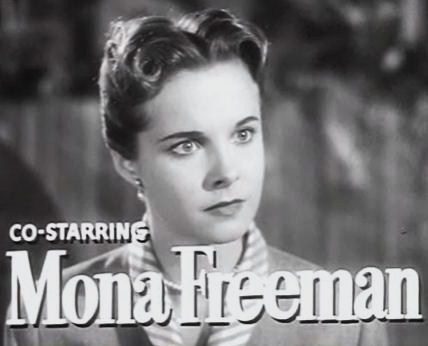
Mona Freeman (Mary)

Quando Frank esce, viene seguito da Diane, senza che lui se ne accorga. Frank si ferma a mangiare qualcosa, telefonando in ospedale per parlare con Mary, la sua fidanzata, ma senza riuscire a rintracciarla. All'improvviso compare Diane, che comincia con lui un vivace cicaleccio. Gli racconta di suo padre, romanziere in crisi, e lo induce a parlare di sé. Quando Mary richiama, Frank le dice di non potersi incontrare con lei per la stanchezza, e di voler andare a casa. Passa, invece, il resto della serata con Diane a cui racconta di voler avviare una sua attività, un'officina per auto da corsa, per la cui apertura lui e Mary stanno risparmiando.
Il giorno dopo, con la scusa di voler partecipare all'affare del garage, Diane invita a pranzo Mary. Con noncuranza, le fa sapere di aver trascorso la sera precedente con Frank. Le menzogne del fidanzato indignano Mary che, la sera, cerca di dare all'uomo l'occasione di dirle la verità. Ma Frank, ancora una volta, le mente. Mary, allora, lo respinge, decidendo di accettare la corte del collega Bill, innamorato di lei da lungo tempo.

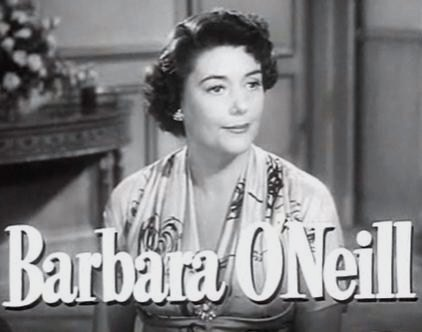
Barbara O'Neil (Catherine)

Quando Frank rivede Diane la rimprovera ma la giovane lo ammalia ancora con il suo fascino: lei gli parla di nuovo del garage, di una corsa dove lui potrebbe partecipare usando la macchina sportiva di famiglia, gli offre pure un lavoro come autista, dicendosi convinta che Catherine lo assumerà. Gli fa redigere una proposta che riguarda il progetto dell'officina da presentare a Catherine. Questa, che sospetta le vere intenzioni della figliastra verso il nuovo autista, vorrebbe anche il parere di Vance, il suo avvocato, ma non riesce a rintracciarlo.
Diane e Frank hanno iniziato in effetti una relazione amorosa: la giovane confida all'uomo di aver paura delle reazioni di Catherine se questa scoprisse la verità sul loro rapporto. La ragazza si presenta di notte nella stanza di Frank, dichiarando di essere sfuggita a un tentativo di omicidio con il gas da parte della matrigna. Ma Frank non le crede e le ordina di tornare a letto. Il giorno dopo, l'uomo rivede Mary e le annuncia che lascerà il lavoro dai Tremayne e romperà con Diane.
Dopo aver dato a Mary un appuntamento per quella notte, torna alla residenza dei Tremayne per preparare i bagagli e andarsene. Ma Diane, anticipando la sua mossa, gli mostra di aver preparato anche lei i bagagli e di esser pronta a fuggire con lui. Indeciso, Frank ammette di amarla e accetta di restare ancora una notte con lei, mentre Mary lo aspetta inutilmente.
La mattina dopo, Frank se ne va. In giardino Charles, il padre di Diane, chiede un passaggio in auto alla moglie che sta per andare a Santa Barbara. Catherine lo fa salire e poi dà gas all'auto: ma questa non risponde più ai comandi, precipitando giù dalla scarpata. I due rimangono uccisi. Le indagini della polizia portano all'accusa di omicidio per Diane e Frank, che vengono arrestati. La ragazza, alla notizia della morte del padre e della matrigna, ha un collasso e viene ricoverata nell'ospedale della prigione. 
Per la sua difesa, Vance, il legale di famiglia, assume Fred Barrett, penalista di grido. La strategia difensiva di quest'ultimo vuole che Frank e Diane si sposino: il loro matrimonio dovrebbe suffragare la tesi dell'intenzione di una loro fuga, come dimostrano i bagagli preparati prima dell'incidente. Durante il processo l'avvocato smonta a mano a mano le testimonianze degli esperti sulla manomissione dell'auto e riesce a mostrare alla giuria gli imputati come due innocenti colombe innamorate.
Il processo finisce con la loro assoluzione. Tornati a casa, Frank annuncia a Diane che vuole il divorzio. La giovane gli confessa dello smarrimento e del dolore che aveva provato dopo il matrimonio del padre con Catherine e della sua sofferenza nel vedere i loro corpi schiacciati dall'auto. Nonostante il rimorso della moglie, Frank non recede dalla sua decisione e torna da Mary. Ma questa lo rifiuta definitivamente, preferendogli il fedele Bill.
Diane, recatasi nell'ufficio di Barrett, confessa l'omicidio e racconta come Frank le avesse, inconsapevolmente, spiegato il modo di manomettere un'auto; l'avvocato le spiega che non può essere processata per lo stesso reato due volte e che l'unica cosa che può ottenere è l'essere rinchiusa in un manicomio. Tornata a casa, vede i bagagli di Frank, pronto a partire per il Messico. Si propone di andare con lui, ma senza speranza. Frank lascia però che Diane lo accompagni alla stazione degli autobus: saliti sull'auto, la giovane ingrana la retromarcia e accelera violentemente, spingendosi verso la scarpata. La macchina precipita, sfracellandosi sulla strada in fondo al tornante. Il film si conclude con l'arrivo del taxi che Frank aveva chiamato prima di accettare la proposta della moglie di portarlo alla stazione degli autobus. L'autista aspetta inutilmente il suo cliente.

## Produzione
Le riprese del film, prodotto dalla RKO Radio Pictures con i titoli di lavorazione The Murder e The Bystander, durarono dal 18 giugno a metà luglio 1952.
Fonti moderne riportano che la sceneggiatura si basa sul caso reale di Beulah Louise Overell e George Gollum, accusati nel 1947 di aver ucciso i genitori di lei nel loro yacht nella rada di Newport Beach e prosciolti dall'accusa dopo un lungo processo.

## Distribuzione
Il copyright del film, richiesto dalla RKO Radio Pictures, Inc., fu registrato il 31 dicembre 1952 con il numero LP2259.
Distribuito dalla RKO Radio Pictures, il film uscì nelle sale cinematografiche statunitensi l'11 febbraio 1953 dopo essere stato presentato a Los Angeles il 4 febbraio. In Italia, il film uscì il 18 aprile 1953.